# Station Penhoët
Station Penhoët is een spoorwegstation in de Franse gemeente Saint-Nazaire.